# Bouscueil

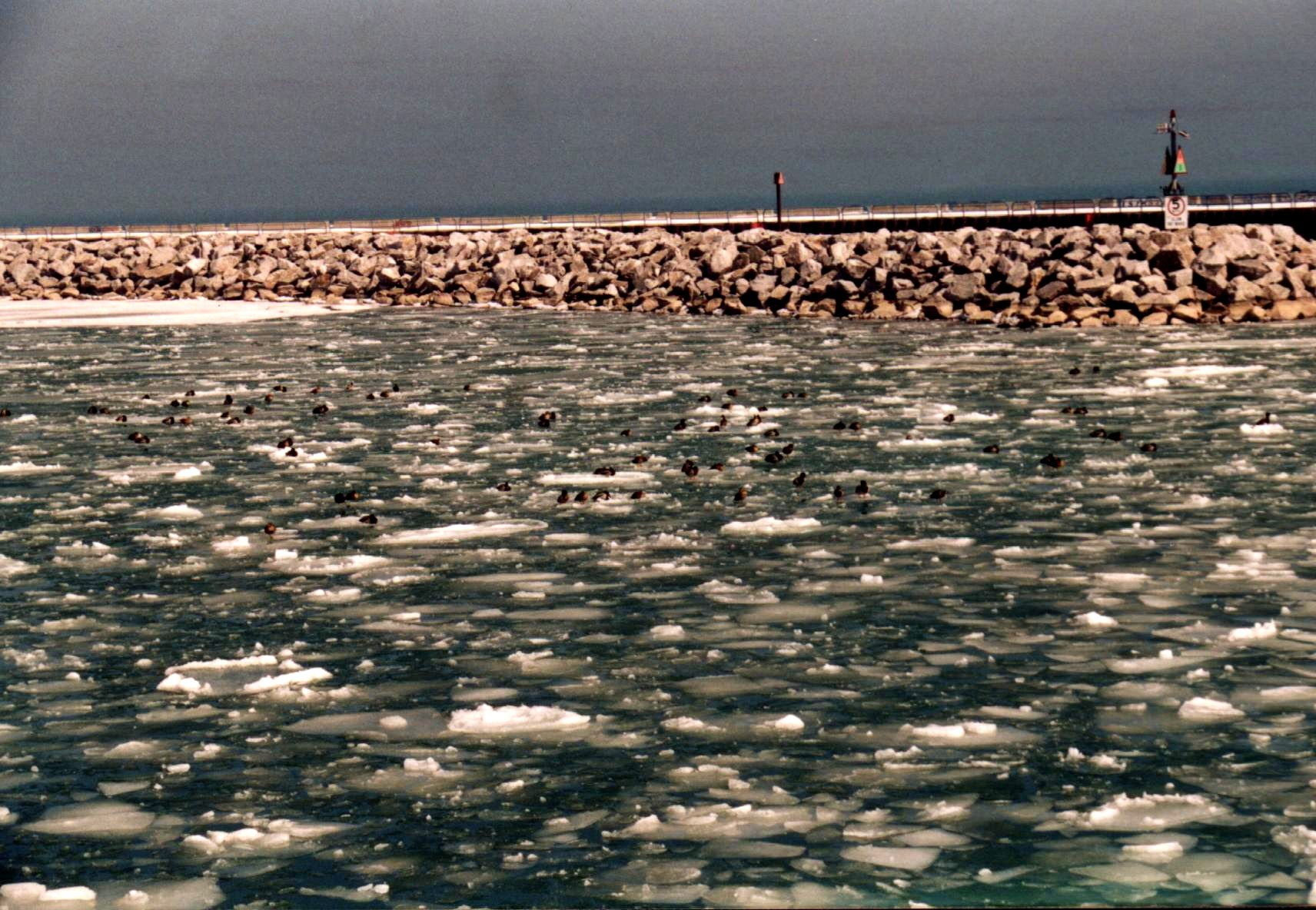
Des bouscueils à Milwaukee

Au Québec, le terme bouscueil (de bousculer) sert à désigner le mouvement ou l'amoncellement des glaces flottantes sous l'effet du vent, de la marée ou du courant.

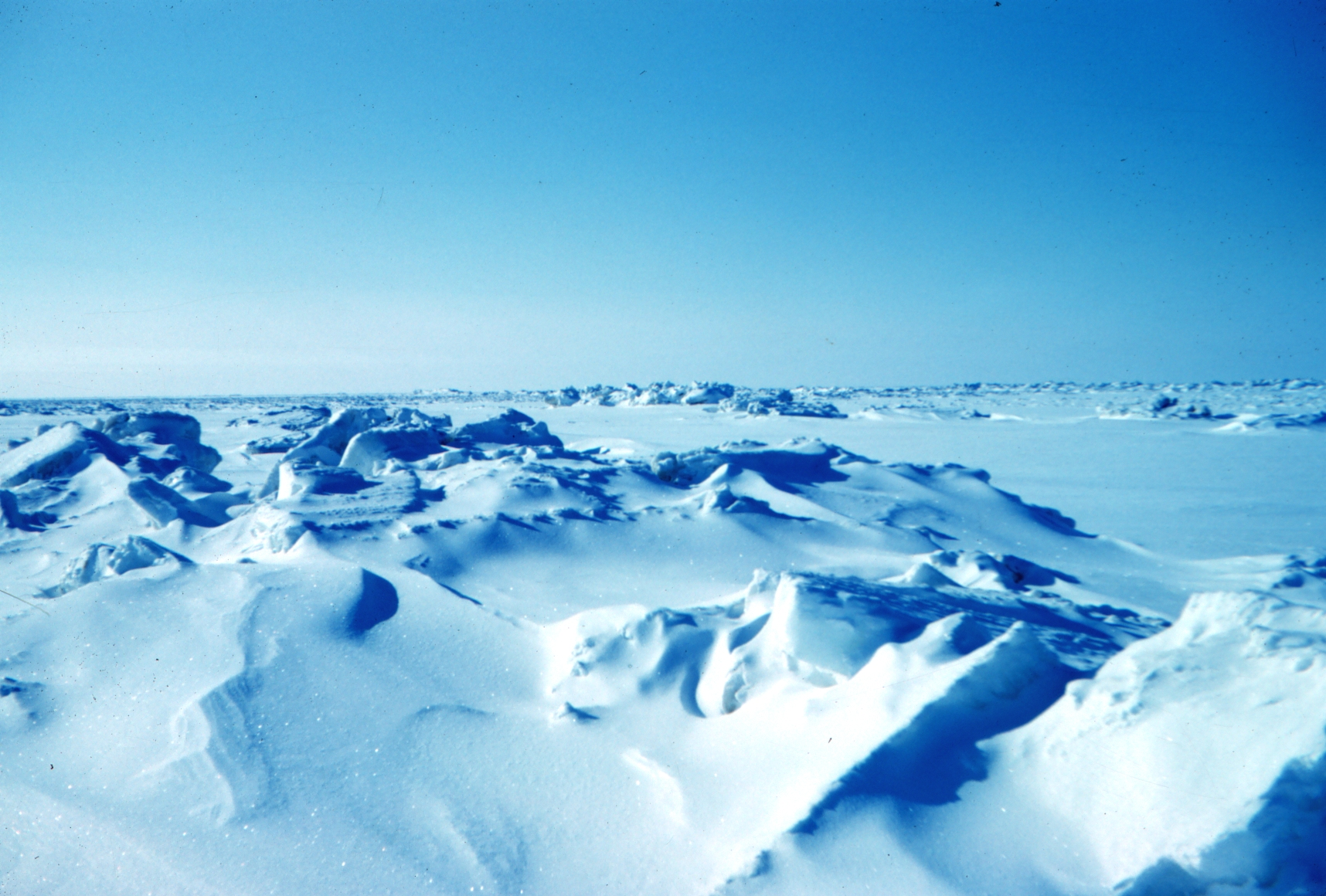
Bouscueils formés sur l'étendue de glace de mer

Dans les régions acadiennes, bouscueil signifie
- aux Îles-de-la-Madeleine, des pointes formées par l'entrechoquement des glaces sous l'action des vents et de la marée. La chasse aux phoques se déroule sur les bouscueils.
- à la Baie des Chaleurs, de la glace flottante qui se déplace au gré du vent et des marées ou des gros amas de glaces (débâcle).